# Dendropsophus juliani
Dendropsophus juliani är en groddjursart som beskrevs av Moravec, Aparicio och Köhler 2006. Dendropsophus juliani ingår i släktet Dendropsophus och familjen lövgrodor. IUCN kategoriserar arten globalt som livskraftig. Inga underarter finns listade i Catalogue of Life.